# 1845 en arts plastiques
| Années des arts plastiques : 1842 - 1843 - 1844 - 1845 - 1846 - 1847 - 1848    |
| Décennies des arts plastiques : 1810 - 1820 - 1830 - 1840 - 1850 - 1860 - 1870 |

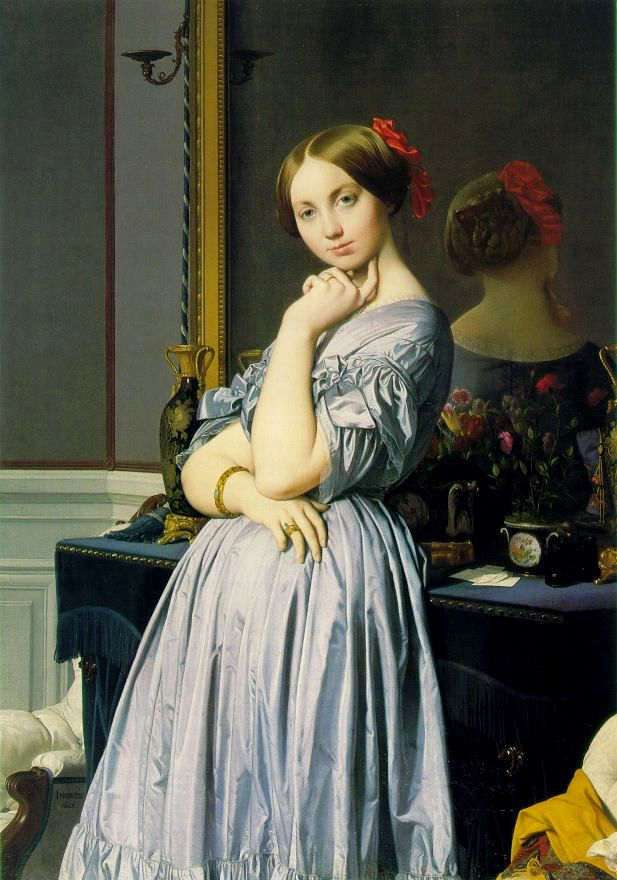
La Comtesse d’Haussonville, portrait d’Ingres.

Cette page concerne l'année 1845 en arts plastiques.

## Événements
- 15 août - 6 octobre : ouverture du Salon de Bruxelles de 1845[1].

## Œuvres
- La Vicomtesse d'Haussonville, tableau de Jean-Auguste-Dominique Ingres.

## Naissances
- 10 janvier : Paul Lazerges, peintre français († 21 mai 1902),
- 16 janvier : Henry-Eugène Delacroix, peintre français († 26 avril 1930),
- 30 janvier : Bernard Blommers, peintre et graveur néerlandais († 12 décembre 1914),
- 14 février : Ernest-Auguste Le Villain, peintre paysagiste français († 2 avril 1916),
- 23 février : Jean-Antoine Injalbert, sculpteur français († 20 janvier 1933),
- 13 mars : Georges Sauvage, peintre, illustrateur et graveur français († 22 mai 1918),
- 20 mars : Quinto Cenni, peintre, dessinateur et illustrateur italien († 13 août 1917),
- 12 avril : Gustaf Cederström, peintre suédois († 20 août 1933),
- 20 avril : Pietro Barucci, peintre italien († 23 février 1917),
- 7 mai : Christian Henri Roullier, peintre et sculpteur français († 3 mars 1926),
- 11 mai : Ettore Roesler Franz, peintre italien († 26 mars 1907),
- 16 mai : Auguste Nayel, sculpteur français († 16 mars 1909),
- 24 mai : Madeleine Lemaire, peintre, illustratrice et salonnière française († 8 avril 1928),
- 25 mai : Eugène Grasset, graveur, affichiste et décorateur français d'origine suisse († 23 octobre 1917),
- 30 mai : Hendrikus Matheus Horrix, peintre néerlandais († 7 octobre 1923),
- 10 juin : Gaetano Capone, peintre italien († 1924),
- 17 juin : Marguerite Pinès de Merbitz, peintre française († 30 avril 1931),
- 21 juin : Ludwig von Löfftz, peintre allemand († 3 décembre 1910),
- 23 juin : Émile Renouf, peintre français († 4 mai 1894),
- 29 juin : Anton Ebert, peintre autrichien († 16 juin 1896),
- 4 juillet :
  - Édouard-Antoine Marsal, peintre et illustrateur français († 6 mars 1929),
  - Pál Szinyei Merse, peintre hongrois († 2 février 1920),
- 5 juillet : Marcus Grønvold, peintre norvégien († 10 octobre 1929),
- 20 juillet : Ernest Roman, peintre français († 25 janvier 1910),
- 29 juillet : Henry Ganier, magistrat, peintre, affichiste et illustrateur français († 20 septembre 1936),
- 22 août : Julius von Blaas, peintre italien  († 2 août 1922),
- 22 septembre : Charles Barbantan, peintre français († 2 mars 1932),
- 29 septembre : Pierre Louis Léger Vauthier, peintre français († 13 janvier 1916),
- 14 octobre : Albert Maignan, peintre français († 29 septembre 1908),
- 29 octobre : Antonin Mercié, sculpteur, médailleur et peintre français († 13 décembre 1916),
- 4 novembre : Fortuné Mollot, peintre français († 22 avril 1924),
- 5 novembre : Paul Renouard, peintre, dessinateur, graveur, lithographe et illustrateur français († 2 janvier 1924),
- 9 novembre : Salvador Martínez Cubells, peintre et restaurateur espagnol († 21 janvier 1914),
- 2 décembre : Évariste Carpentier, peintre belge († 12 septembre 1922),
- 4 décembre : Daniel Koechlin, peintre français († 2 avril 1914),
- 11 décembre : Roger-Joseph Jourdain, peintre et illustrateur français († 18 août 1918),
- 22 décembre :
  - Fernand Cormon (Fernand Anne Piestre), peintre français († 20 mars 1924),
  - Luigi Loir, peintre, illustrateur et lithographe français († 9 février 1916),
- 27 décembre : Raffaele Faccioli, peintre italien († 2 juin 1916),
- ? :
  - Adolfo Belimbau, peintre italien († 1938),
  - Nikola Marković, peintre serbe († 1889),
  - César Mascarelli, peintre paysagiste français († 17 août 1905),
  - Alfredo Tartarini, peintre italien († 1905).

## Décès
- 4 janvier : Louis Léopold Boilly, peintre et graveur français (° 5 juillet 1761),
- 20 avril : Thomas Phillips, peintre britannique (° 18 octobre 1770),
- 27 mai : Antoine-Patrice Guyot, peintre paysagiste et professeur d'art plastique français (° 4 avril 1777),
- 30 juin : Leonardo Alenza, peintre espagnol romantique (° 6 novembre 1807),
- 23 juillet : Antonio Pasini, peintre et enlumineur de manuscrit italien (° 21 février 1770),
- 23 octobre : Friedrich Matthäi, peintre allemand (° 3 mars 1777),
- 30 décembre : Nicolas-Toussaint Charlet, peintre et graveur français (° 20 décembre 1792).